# أروكاريا ضيقة الأوراق
أروكاريا ضيقة الأوراق (الاسم العلمي: Araucaria angustifolia) هي نوع من النباتات يتبع جنس الأروكاريا من الفصيلة الأروكارية.